# Echo (travhäst)
Echo, född 2 maj 1992 i Frankrike, död juni 2015 i Frankrike, var en varmblodig travhäst. Han tränades av Jean Etienne Dubois.
Echo sprang in 1,4 miljoner euro på 62 starter varav 21 segrar. Bland hans främsta meriter räknas segrarna i Prix Marcel Laurent (1996), Critérium Continental (1996), Prix de Croix (1997), Grand Critérium de Vitesse (1998), Prix Chambon P (1998), Prix de Belgique (1998), Prix de Washington (1998) och en andraplats i Prix d'Amérique (1998). Efter karriären var han avelshingst och har bland andra lämnat efter sig Sauveur.